# Гыданская губа

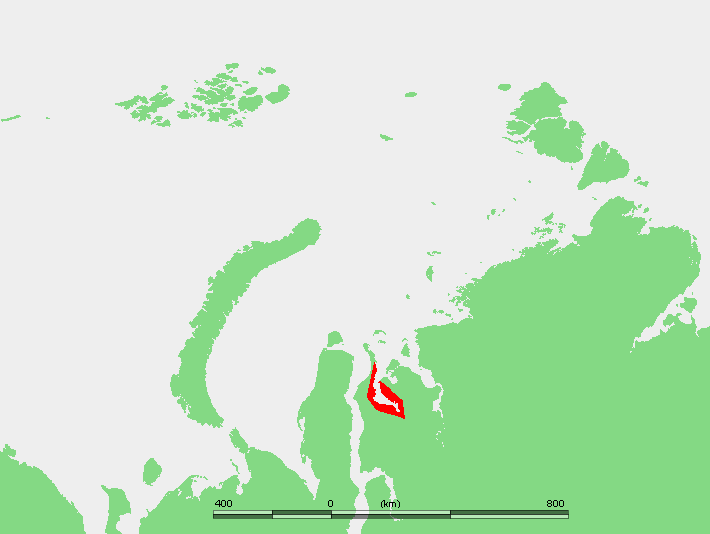
Гыданский залив на карте Карского моря

Гыда́нская губа́ (Гыда́нский зали́в) находится на юге Карского моря, у северного берега Гыданского полуострова, между полуостровами Явай и Мамонта. Длина порядка 200 километров, глубина 5—8 метров. Бо́льшую часть года покрыта льдом. Приливы полусуточные, высотой около 1 метра.
В залив впадает река Юрибей. На севере находится бухта Мелководная.
Названа в середине XVIII века по реке, впадающей в южную часть залива.